# Pogonatum japonicum
Pogonatum japonicum är en bladmossart som beskrevs av Sullivant och Lesquereux 1859. Pogonatum japonicum ingår i släktet grävlingmossor, och familjen Polytrichaceae. Inga underarter finns listade i Catalogue of Life.